# ロデオ

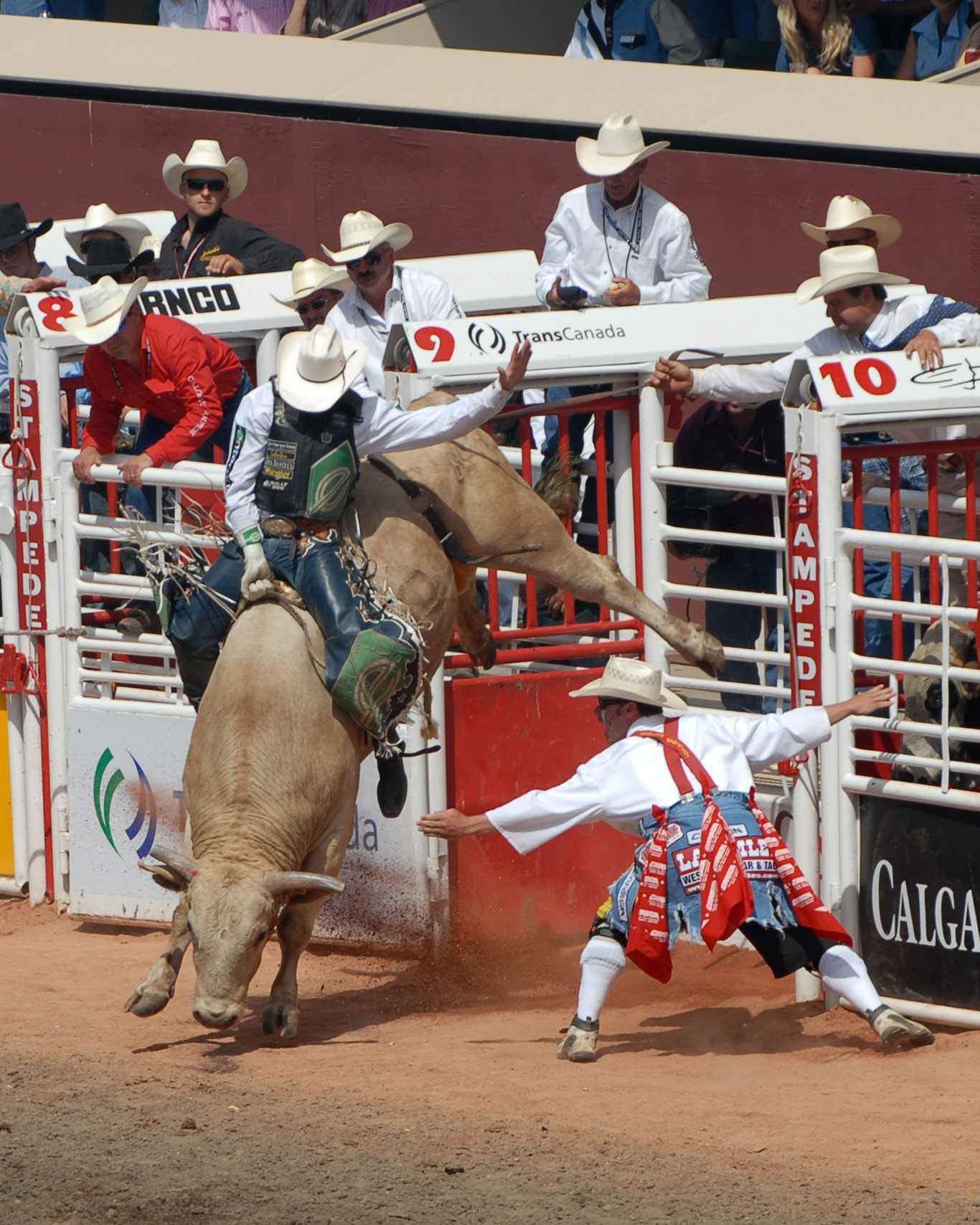
Bull Riding（ブル・ライディング）

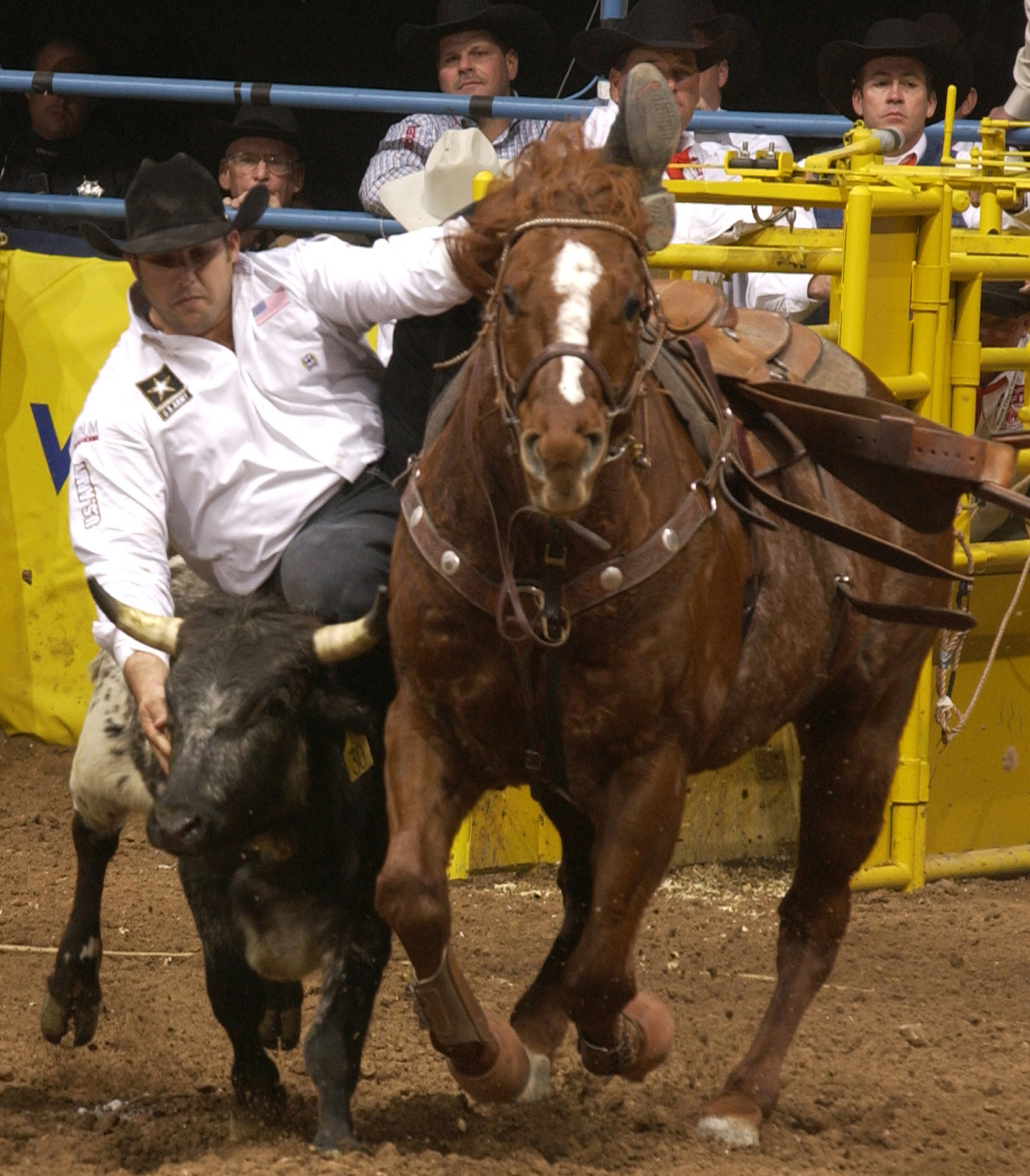
Steer Wrestling（スティアー・レスリング）

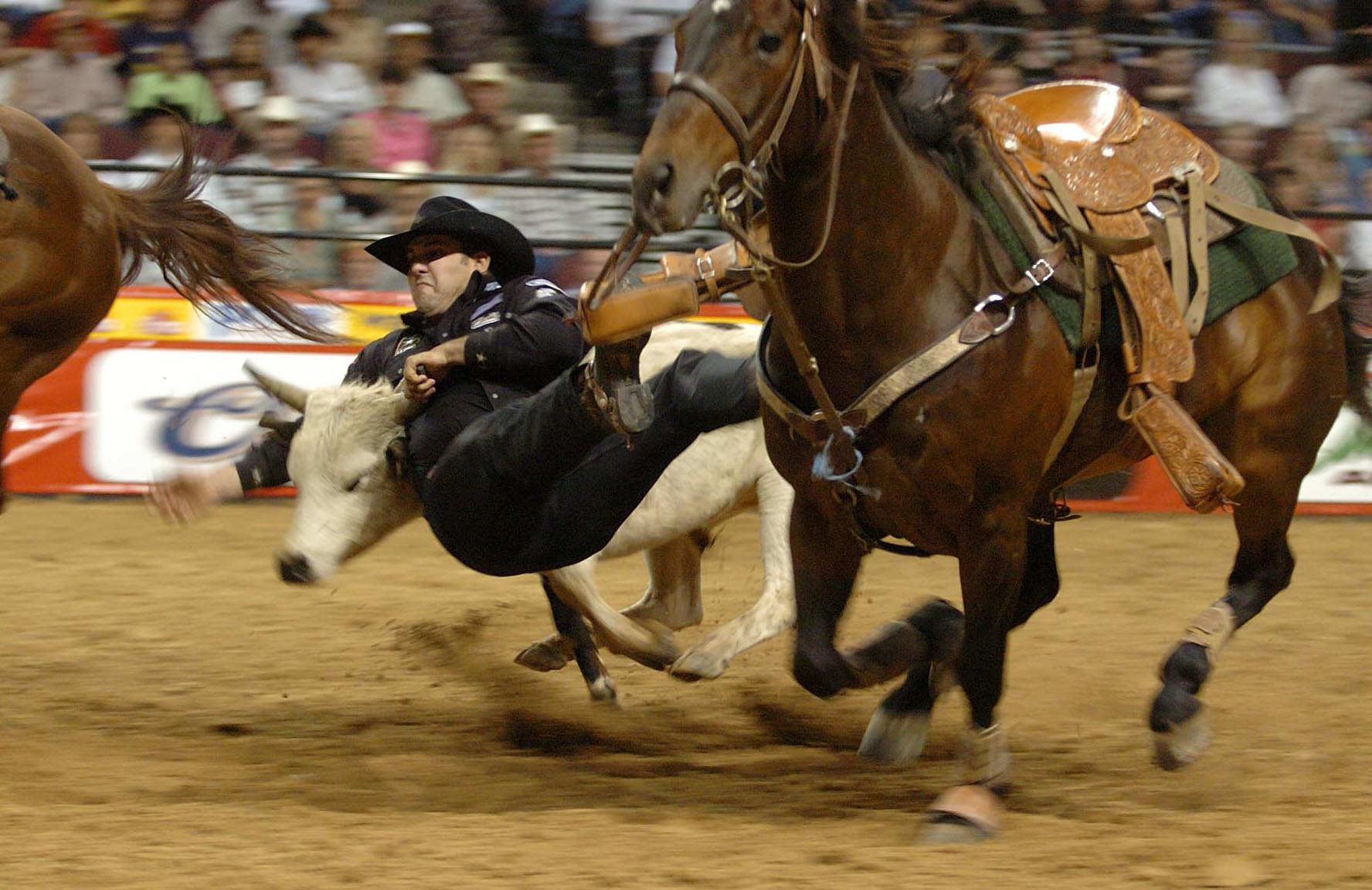
Steer Wrestling（スティアー・レスリング）

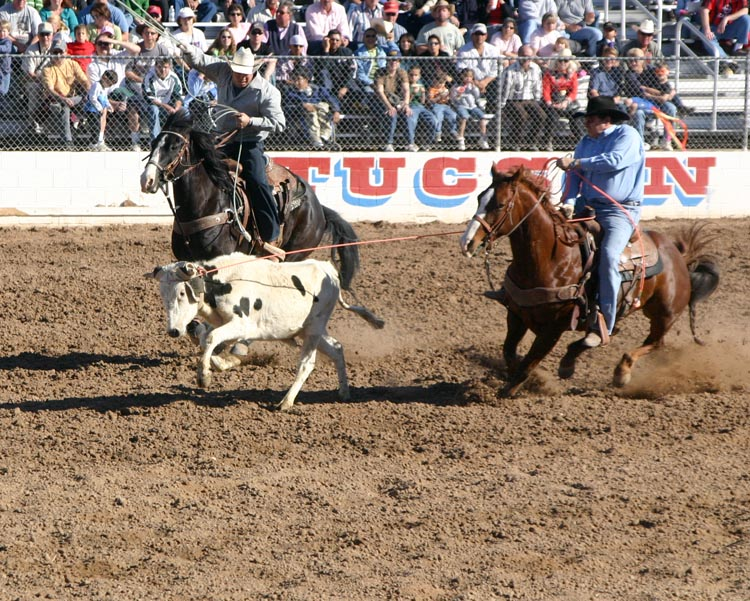
Team Roping（チーム・ローピング）

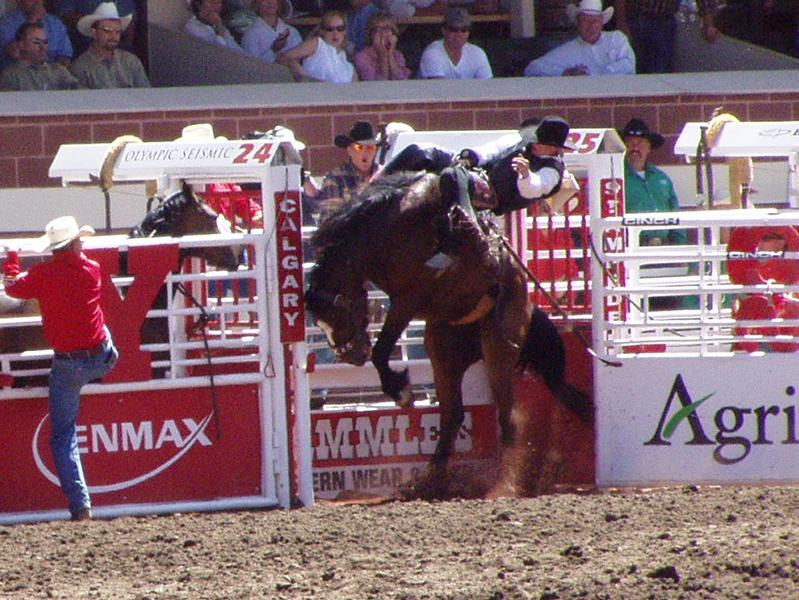
Bareback Bronc Riding（ベアバック・ブロンコ・ライディング

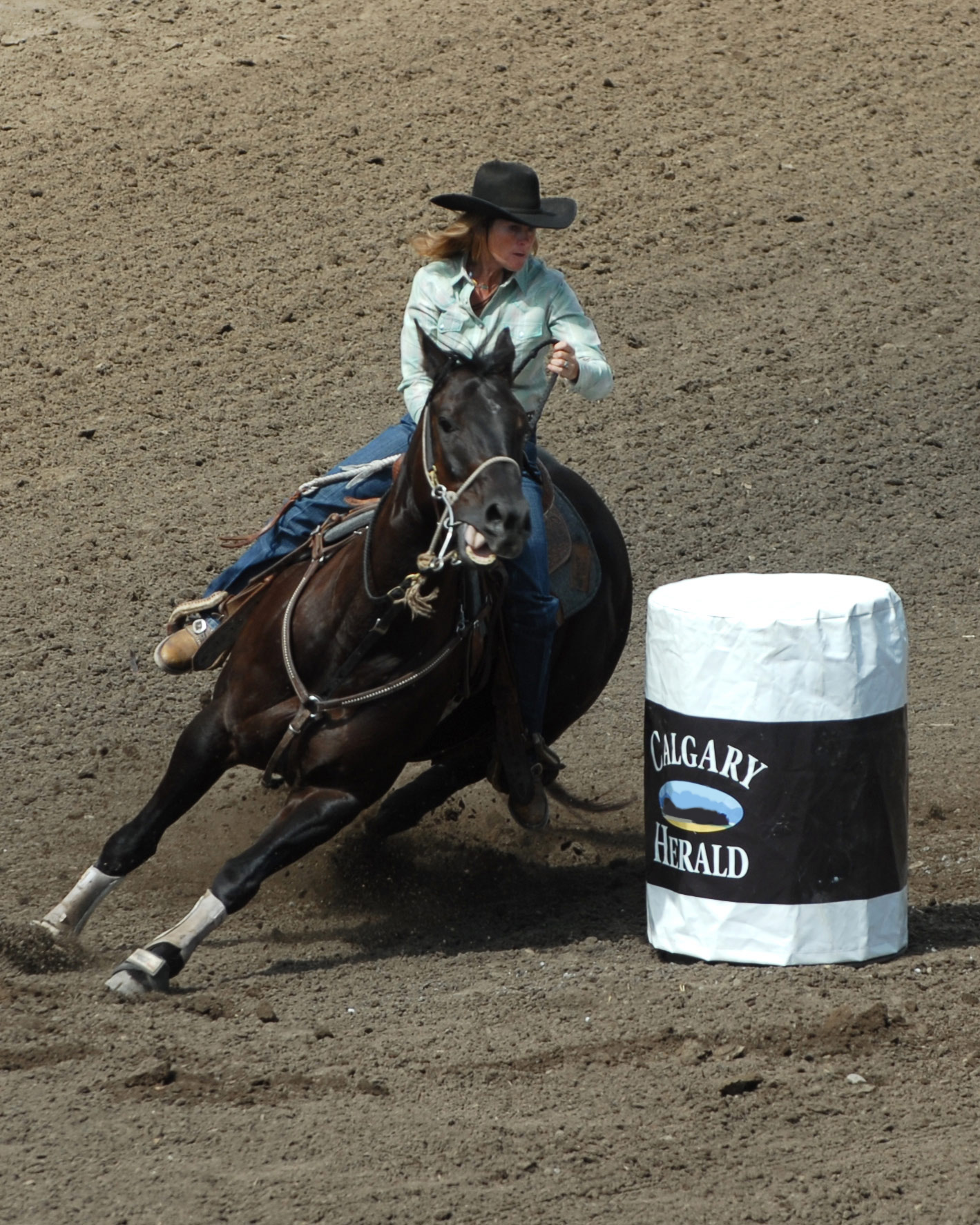
Barrel Racing（バレル・レーシング）

ロデオ（rodeo、スペイン語発音：[roˈðe.o] ロデオ、英語発音: [ˈroudiˌou] ロウディオウ、または、[rouˈdei.ou] ロウデイオウ）は、北アメリカが起源の家畜、特に牛や馬を使った伝統的なスポーツ。
スペイン語の「取り囲む」という意味の動詞 rodear が名詞化した rodeo を語源とする。日本語では「ロディオ」と称される場合もある。
誤りであるが、一般に日本では後述の「ロデオマシン」など「ラフストック」に限定して「ロデオ」という言葉が使われている。

## 概要
カウボーイ (Cowboy) と呼ばれた牛移送業に携わった労働者や、スペイン語で“vaquero（バケーロ）”と呼ばれた牧童などが、ラウンドアップ（round-up : 原野で野生化した牛や放牧地にいる牛を一斉に捕らえること）で集めた牛の焼き印押しや出荷などの作業終了後に、自慢の腕を披露する遊びから始まったスポーツ。 当時はアメリカやメキシコを中心としたカウボーイ文化を背景に、度胸試しや腕試しの要素が強かったが、20世紀に入ると厳密なルールが定められはじめ、戦後から現在に至ってはプロスポーツとして組織化されている。 町のお祭りで開かれる大会に出たり、趣味としてロデオに興じたりするアマチュアも多いが、トッププロはゴルフや競馬やバスフィッシングなどと同様に、全米各地で開催される大会を転戦し、その賞金総額で決まるシリーズチャンピオンを目指す。 また、競技用の家畜（ストック）を提供するオーナーにもかなりのレンタル料が支払われるため 競馬同様“最強の牛（馬）”を見つけたり、つくり上げたりすることに注力するオーナーも多い。

## 競技種目
競技は主に、荒馬・荒牛に一定時間乗る ラフストック (Rough Stock) と、速さを競う タイムイベント (Timed Events) に分けられる。

### ラフストック
ブル・ライディング (Bull Riding)
暴れている牡牛に乗る競技。
ベアバック・ブロンコ・ライディング (Bareback Bronc Riding)
鞍（くら）を装着していない暴れ馬に乗る競技。
サドル・ブロンコ・ライディング (Saddle Bronc Riding)
鞍（くら）を装着している暴れ馬に乗る競技。
それぞれ、8秒以上乗り切ると合格とされ、騎乗者の乗り方と、馬（牛）の暴れっぷりが採点される。

### タイムイベント
スティアー・レスリング (Steer Wrestling)
走っている馬の上から逃げる牛に飛びつき頭をひねって牛を地面に倒すまでの時間を競う競技。
チーム・ローピング (Team Roping)
2人のカウボーイが馬に乗りながら、逃げる子牛の頭と後ろ脚にロープをかけるまでの時間を競う競技。
タイダウン・ローピング (Tie-Down Roping)
逃げる子牛の頭に馬の上からロープを投げてひっかけ、馬から下りた後に その子牛の四肢を縛り上げるまで時間を競う競技。
スティアー・ローピング (Steer Roping)
逃げる牛に馬の上からロープを投げ、牛の頭にひっかけるまでの時間を競う競技。
バレル・レーシング (Barrel Racing)
場内に三角状に配置された3つの樽をポイントととし、それを馬で走り抜ける時間を競う競技。 女性専用種目。

### その他
正式種目以外にも、Breakaway Ropingや Goat Roping、Pole Bendingや、ロデオ・クラウン（ピエロ）によるショーなど、ロデオを盛り上げる様々なイベントがある。

## 競技団体・組織・協会・大会
世界最大かつ最古のロデオ統括組織は、PRCA（Professional Rodeo Cowboys Association、プロ・ロデオ・カウボーイ協会）という組織で、毎年700のロデオを認可している。 最近になって、ブルライディング競技専門の PBR（Professional Bull Riders, Inc.、プロ・ブル・ライダーズ・インコーポレーション）という統括組織も設立され、こちらも多くの競技会が開催されPRCAに台頭する人気を博している。またプロではなく、高校ロデオ、アマチュア・ロデオ、女子ロデオというものもある。モンタナ大学などいくつかの大学にはロデオチームがある。全米大学ロデオ協会  (National Intercollegiate Rodeo Association) は、全米大学ロデオ決勝戦  (College National Rodeo Finals) の運営にたずさわっている。
ロデオの多くはアメリカとカナダで行われる。その中でも有名なのは、カナダ、アルバータ州カルガリーで行なわれる カルガリー・スタンピード、ワイオミング州シャイアンの Frontier Days、コロラド州デンバーの National Western Stock Show、テキサス州ヒューストンの Houston Livestock Show and Rodeo、ネバダ州ラスベガスの National Finals Rodeo(NFR)である。NFRは毎年12月に Thomas and Mack Centerで行われ、年間の獲得賞金上位15名が参加する。NFRを行う10日間の観客数は2003年には歴代最高の17万人以上、テレビでの鑑賞者は900万人に達したと推定される。
2002年ソルトレークシティオリンピックでロデオが披露され、これがロデオのオリンピックの2回目の登場となった。初登場は、1988年カルガリーオリンピック。
ネイティヴ・アメリカンの間でもロデオが活発で、独自の組織が存在し、Indian Rodeoという独自の文化を有する。
チリでもサッカーと同程度に人気を保つスポーツとなっている。

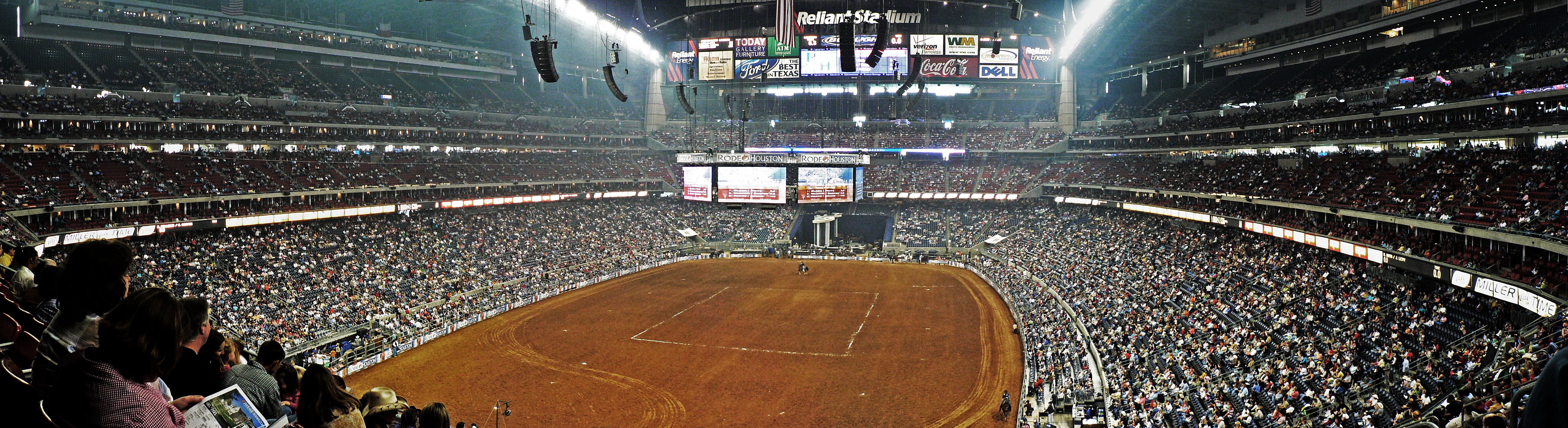
Houston Livestock Show and Rodeo (HLSR) の会場 (Reliant Stadium)

## 問題点
動物の権利および動物福祉の組織は、動物を傷つけ苦しめているとしてロデオを非難している。アメリカ政府の食肉検査官を30年間務めた獣医師のDr. C.G. Haberは、ロデオから食肉として廃棄された動物の様子を次のように述べた。
“傷ついた範囲があまりに広く、皮膚がはがれずに残っているのは頭、首、脚、腹だけだった。肋骨が6 - 8本折れた動物を見たことがある。肺が破裂したものもあった。はがれた皮膚の下に2 - 3ガロンもの血液が溜まっているものも見た。”
Bull Riding、Bareback Bronc Riding、Saddle Bronc Ridingなどの派手なRough Stock競技は誤って非難されることが多いが、一般的に動物にとって安全な競技である。むしろTimed Eventsの方が、動物を傷つけやすい。ロデオ協会は、動物のけがを減らすために数回ルール変更を行ってきた。Calf Ropingにもっと年長で重い子牛を使うようにしたり、Steer Wrestlingにもっと大きい去勢牛を使うようにしたり、多くの競技会でSteer Ropingを廃止したりした。ロデオにおける動物への虐待は調査する必要があるが、家畜とその扱い方への理解が増すことは、虐待が行われていそうな地域についての議論に関心を集める助けになるだろう。

## 有名なロデオ
- Calgary Stampede and Exhibition カナダ、アルバータ州カルガリー
- Houston Livestock Show and Rodeo アメリカ合衆国、テキサス州ヒューストン
- Mesquite Championship Rodeo アメリカ合衆国、テキサス州メスキート

## ロデオマシン
ロデオマシンとは、牛や馬などに乗って振り落とされないようにするスポーツ「ロデオ」を模した機械のことである。
本物のロデオはもちろん本物の牛馬が己の全生命を賭して振り落とそうとしてくるわけであり、比類無き膂力を味わえることは当然であるが、このロデオマシンも、一般のものはまだしも、最高級のものは本物と比肩し得る強烈さを持っている。
近年、実際の動物を使用せず機械によるロデオ競技を行うものが登場しており、日本では俗に「ロデオマシン」と呼ばれる。
日本で一般に「ロデオマシン」と呼ばれるものは、ブル・ライディングを機械により擬似的に行えるものであり、英語では「メカニカル・ブル（Mechanical Bull）」と呼ばれることが多い（en:Mechanical bullも参照）。実際のブル・ライディング同様に片手でマシンのハンドルをつかみ、もう片手を上に挙げて乗ることでロデオ気分を味わえる。機械による動きなので揺れの度合いや速度などを自由に調節できる一方で、当然ながら実際の牛の動きとは異なる部分がある。
アミューズメント施設やレストランなどで遊び用に設置されるケースが多いほか、日本では「ダイエットに効果がある」などとして家庭用にカスタマイズされた製品が通信販売などで販売されている。